# مات كيرك
مات كيرك (بالإنجليزية: Matt Kirk)‏ هو لاعب كرة القدم الكندية أمريكي، ولد في 30 يونيو 1981 في كينغستون في كندا.